# Радзивилки
Радзивилки (бел. Радзіві́лкі) — деревня в Гродненском районе Гродненской области Беларуси. В составе Сопоцкинского сельсовета. Население 113 человек (2009).

## География
Деревня находится в 4 км к северо-востоку от посёлка Сопоцкин и в 20 км к северо-западу от центра города Гродно. Около западной окраины деревни проходит дорога Гродно — Сопоцкин — граница с Литвой. Километром севернее деревни проходит Августовский канал. В 10 км к северу находится граница с Литвой, в 10 км к западу — с Польшей.
Пролегает дорога Н6047.

## Этимология
По словам французского лингвиста-германиста Раймонда Шмитляйна, который на основании многолетних исследований пришел к выводам о германском происхождении литовских собственных имен, имя Радзивилл полностью соответствует засвидетельствованному в исторических источниках древнему германскому имени Ratwilius.

## История
В XVII веке эта местность принадлежала монастырю камальдулов. В 1820 году Радзивилки перешли от монахов роду Гурских. Гурские построили на востоке современного села имение «Святск», частично сохранившееся до нашего времени. Иногда эту усадьбу называют малым Святском, чтобы не путать с соседним имением Святск рода Воловичей.
Усадебный одноэтажный каменный дом был построен Иосифом Гурским в 1828 году, а в начале XX века Петр Гурский пристроил к нему двухэтажную пристройку.
По Рижскому мирному договору (1921 года) Радзивилки попали в состав межвоенной Польской Республики, входили в Гродненский повет Белостокского воеводства. С 1939 года в составе БССР.
В конце 1940-х годов в имении находился интернат для инвалидов войны, затем здание было заброшено и постепенно разрушалось.
До 1 августа 1966 года деревня входила в состав Соничского сельсовета.

В 2011 году фрагменты усадьбы купил гродненский предприниматель В. Барташевич, который начал масштабную реконструкцию усадьбы. После окончания работ планируется создать в усадьбе Гурских туристический центр.

Исторические снимки
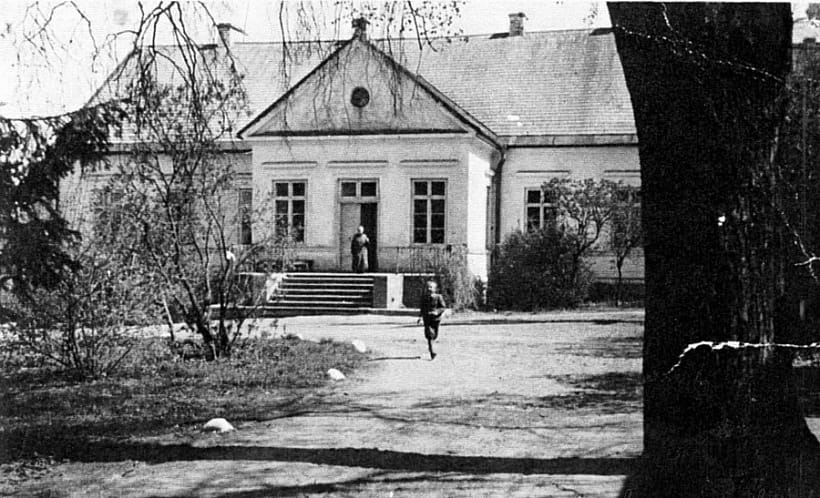
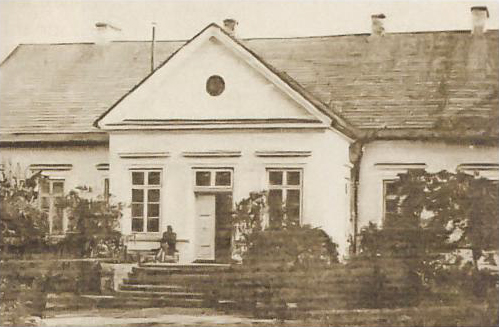
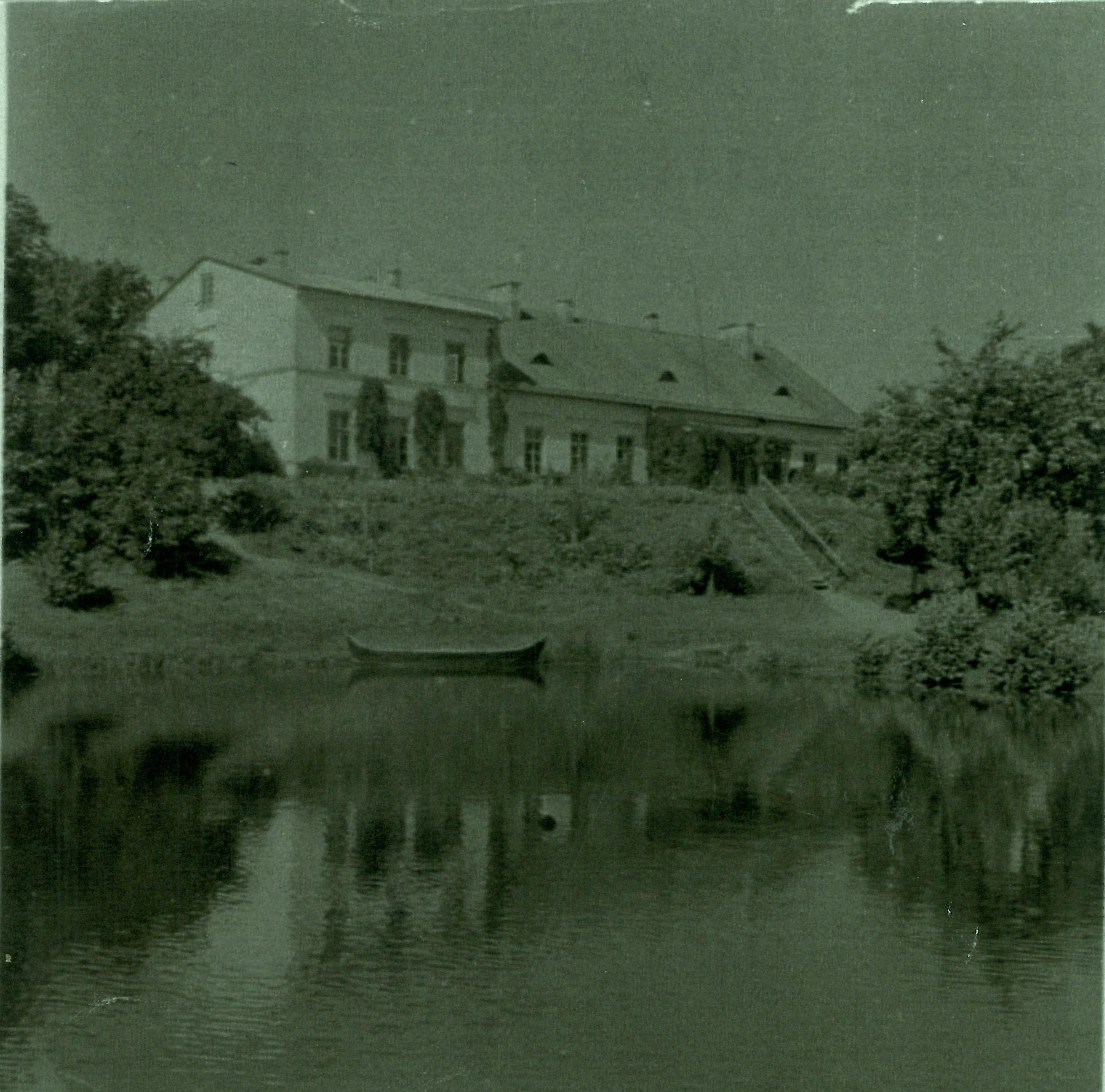

## Население

### Численность
- 2009 год — 113 жителей

### Динамика
- 1999 год — 171 жителей (перепись населения)
- 2009 год — 113 жителей (перепись населения)[5]

## Достопримечательность
- Усадебно-парковый комплекс Гурских (XIX — нач. XX вв.).
- Фортификационные сооружения 68-го Гродненского укреплённого района: одноэтажный одноамбразурный пулемётный дот (1940—1941) —  Историко-культурная ценность Республики Беларусь, шифр 412Д000676.

## Галерея

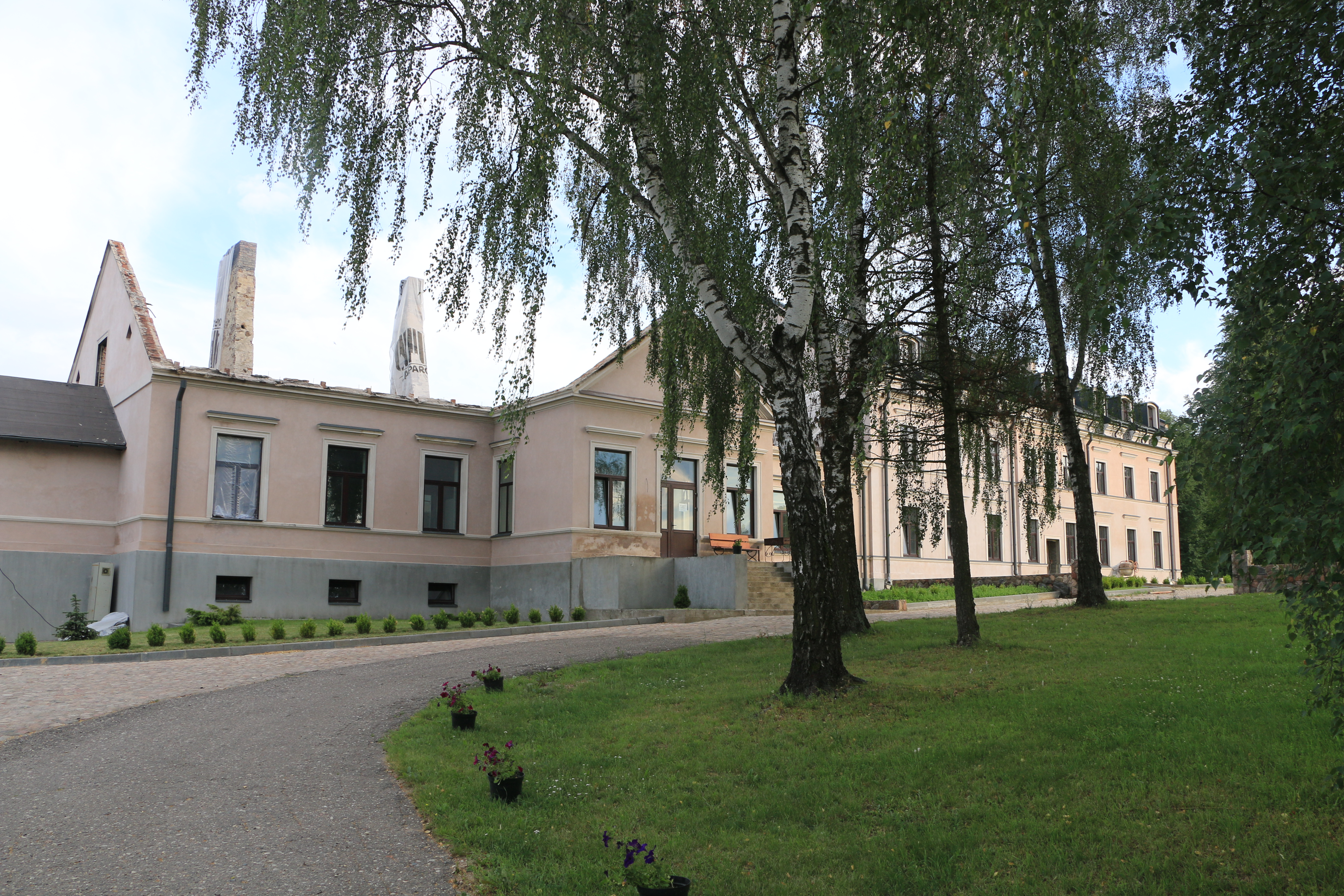
Усадьба Гурских
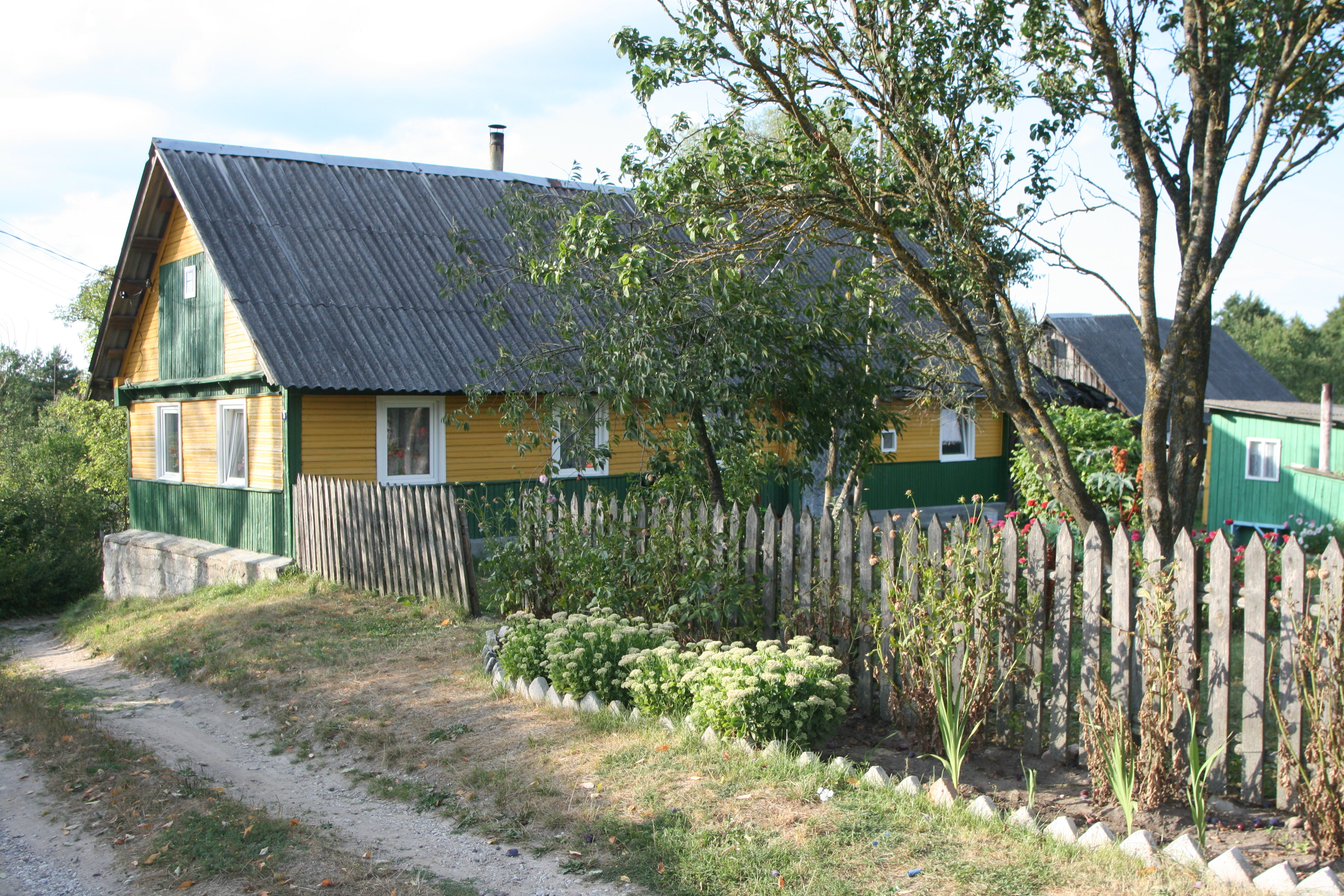
Панорама
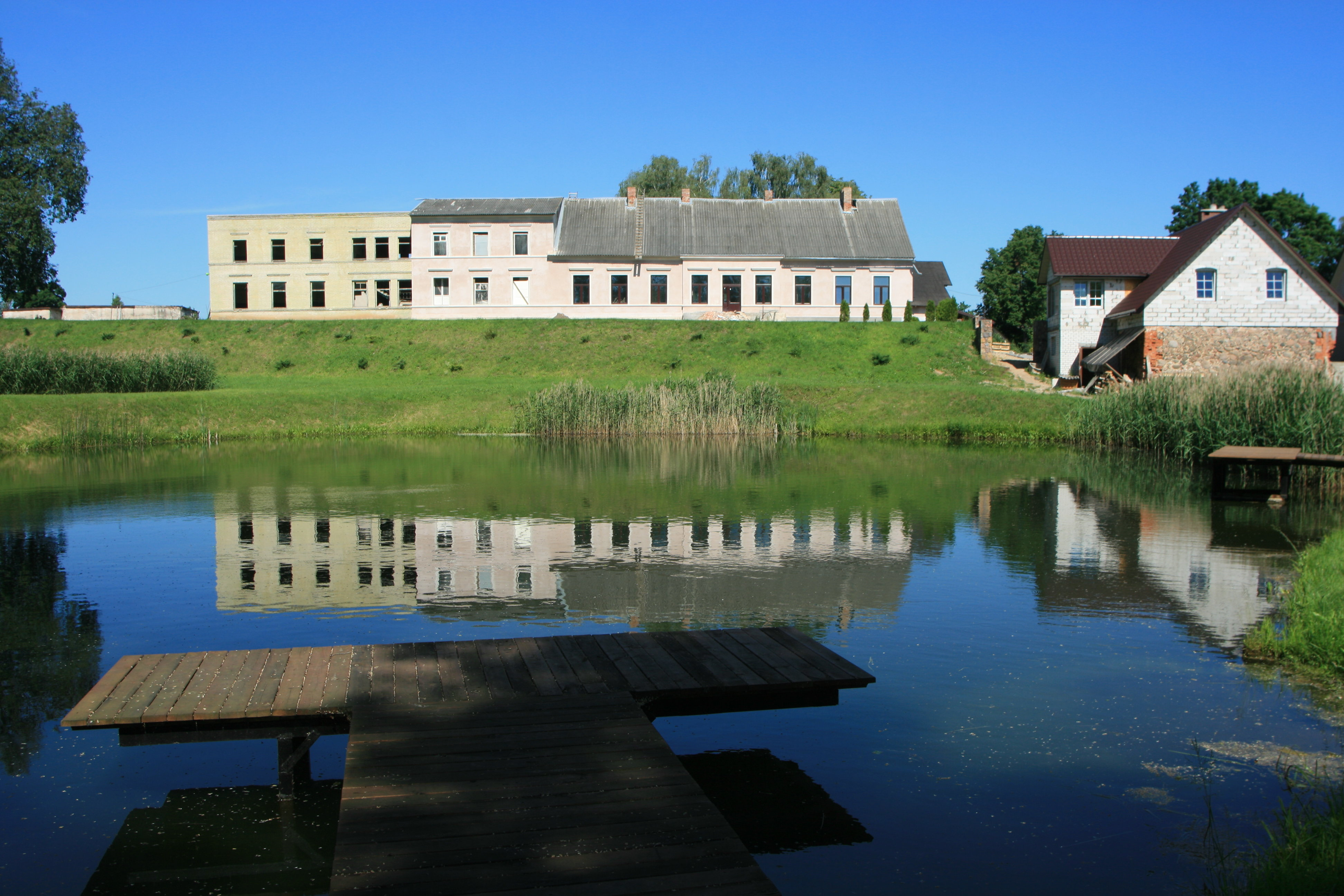
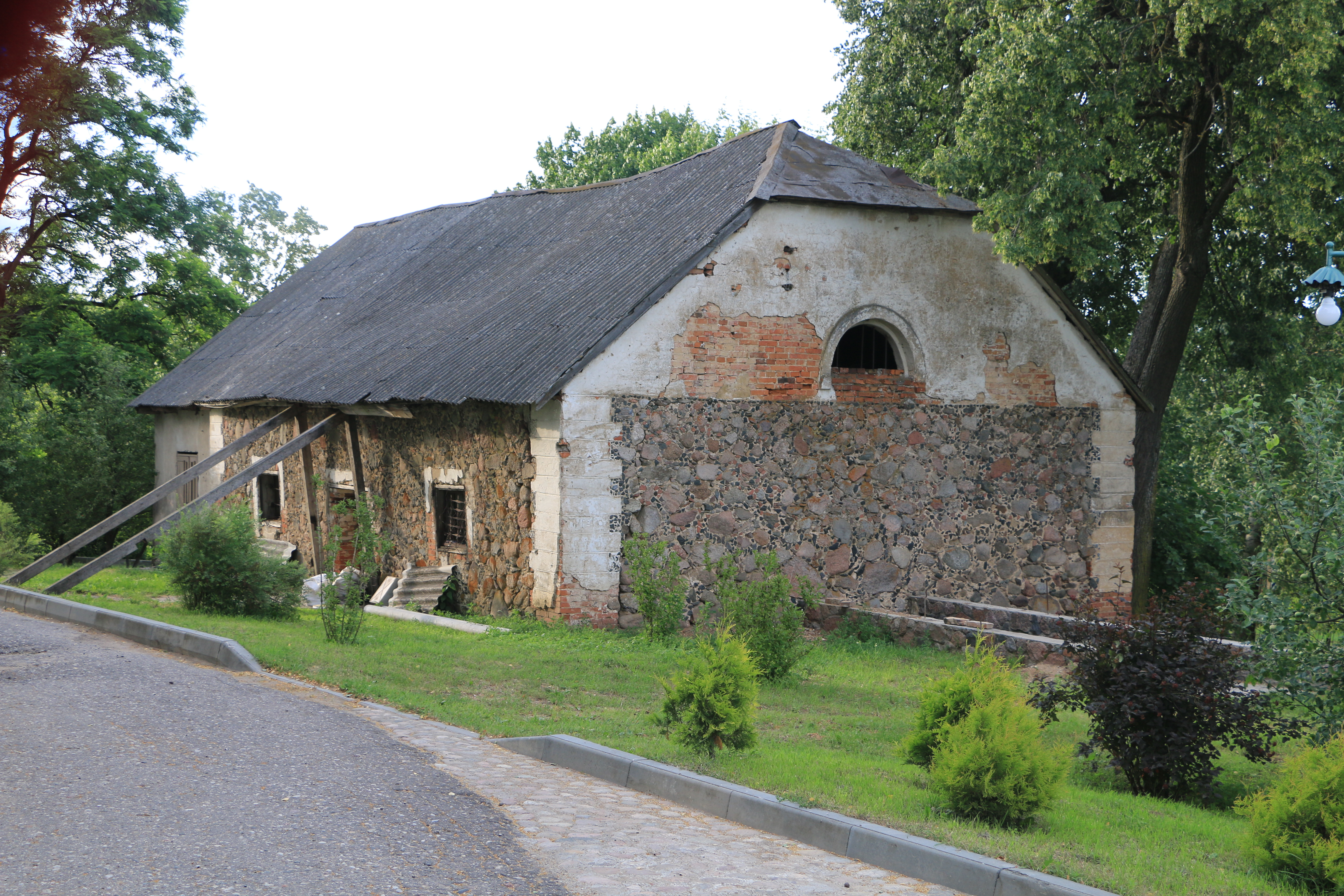
Хозяйственная постройка
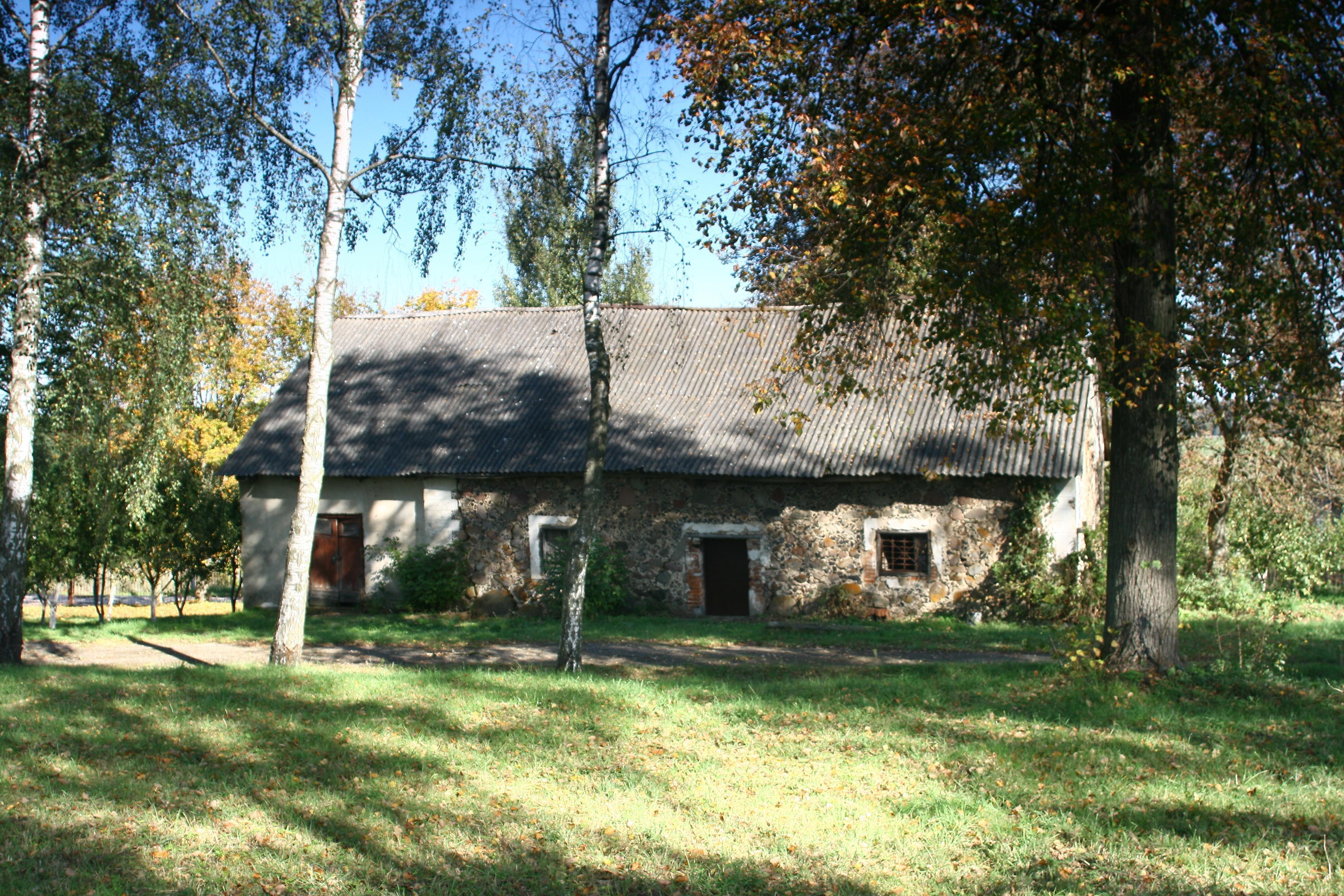
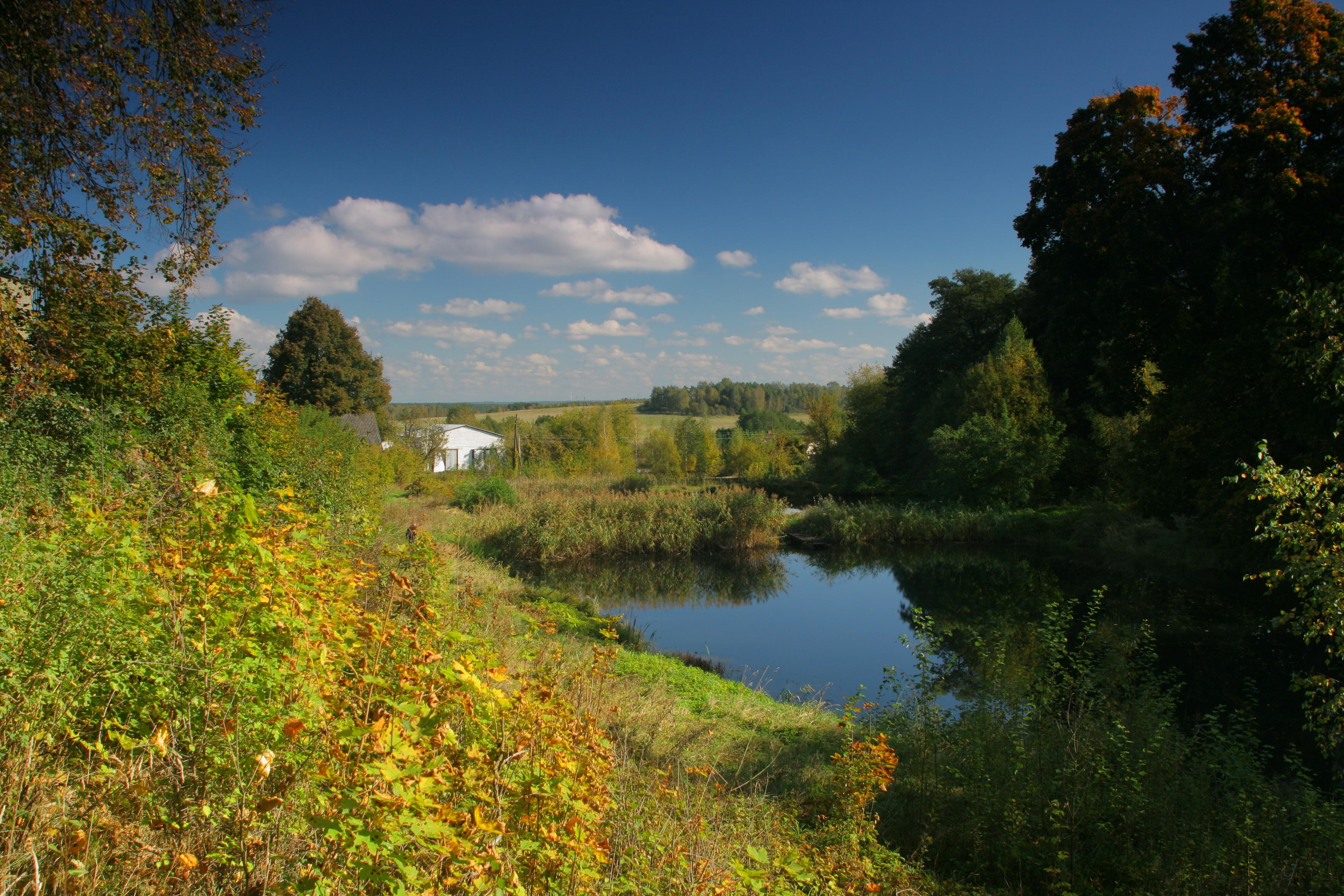
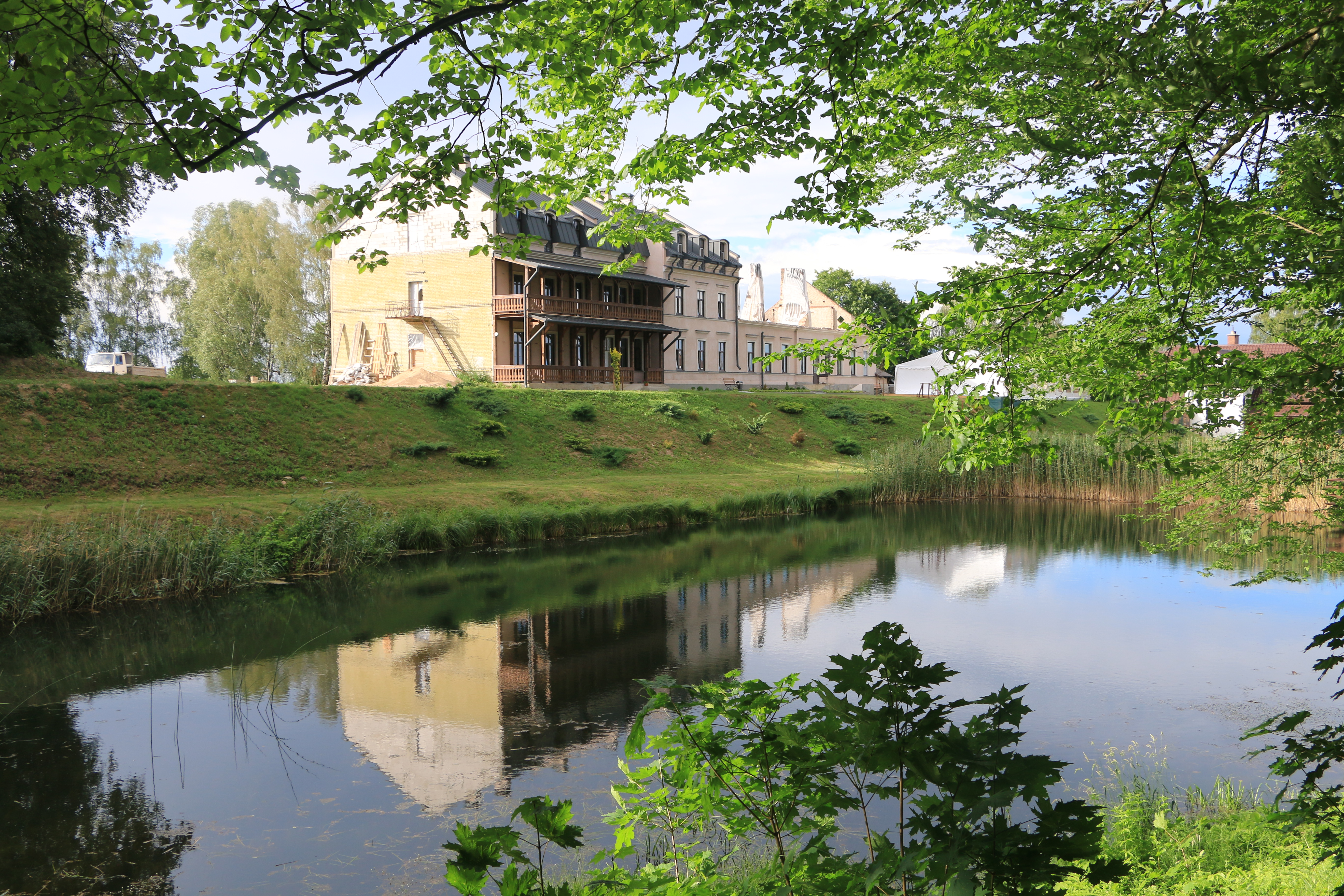
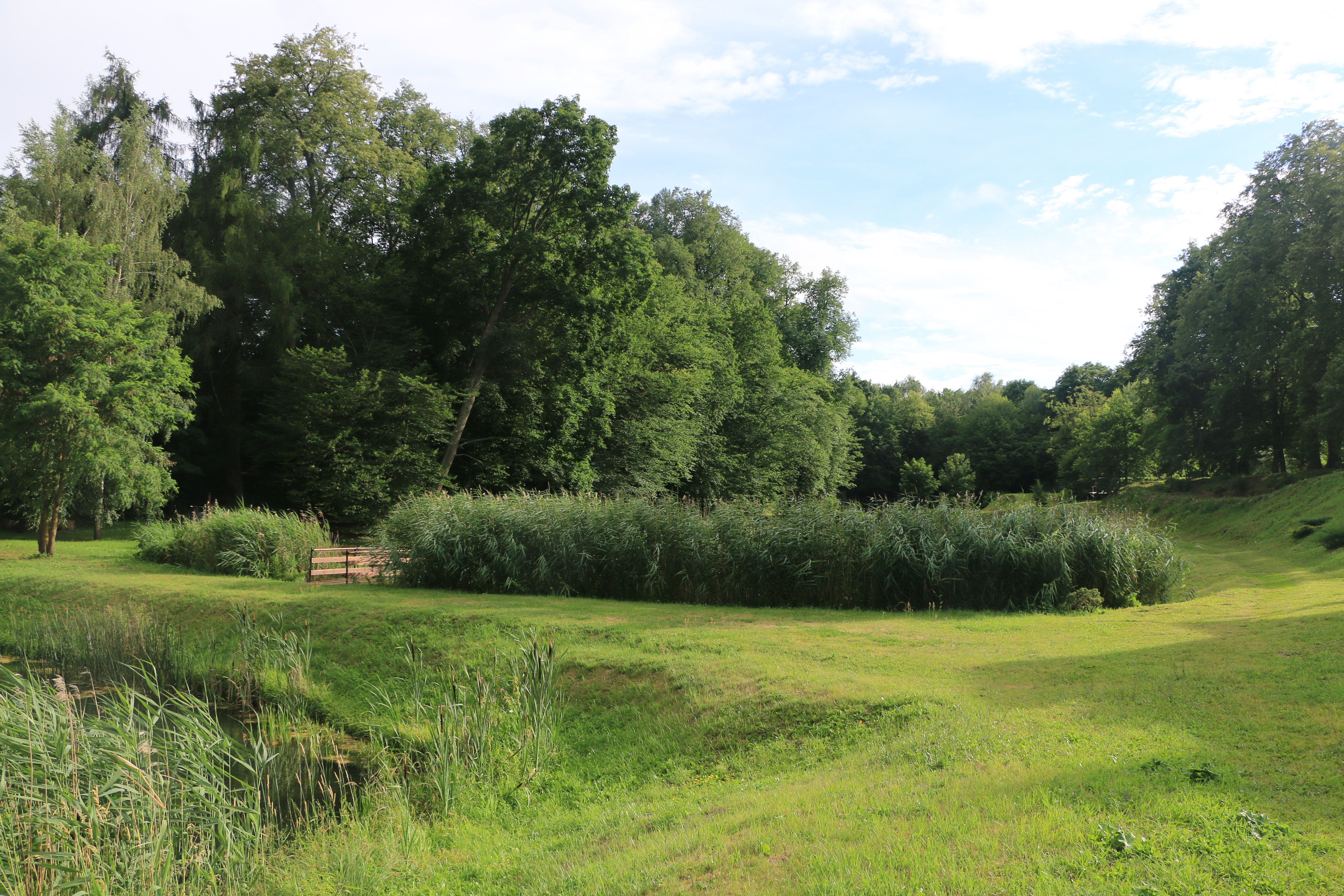